# 1033 Simona
1033 Simona là một tiểu hành tinh vành đai chính. Nó được phát hiện bởi George Van Biesbroeck ngày 4 tháng 9 năm 1924. Tên ban đầu của nó là 1924 SM. Nó được đặt theo tên Simone van Biesbroeck, vợ của nhà phát minh.